# Schizothecium dubium
Schizothecium dubium är en svampart som först beskrevs av Emil Christian Hansen, och fick sitt nu gällande namn av N. Lundq. 1972. Schizothecium dubium ingår i släktet Schizothecium och familjen Lasiosphaeriaceae.  Arten är reproducerande i Sverige. Inga underarter finns listade i Catalogue of Life.